# Вежховиці (Яворський повіт)
Вежховиці (пол. Wierzchowice, нім. Haselquell; until 1937: Würchwitz) — село в Польщі, у гміні Вондрожі-Великі Яворського повіту Нижньосілезького воєводства.
Населення — 64 особи (2011).
У 1975-1998 роках село належало до Легницького воєводства.

## Демографія
Демографічна структура станом на 31 березня 2011 року:
|          | Загалом | Допрацездатний вік | Працездатний вік | Постпрацездатний вік |
| -------- | ------- | ------------------ | ---------------- | -------------------- |
| Чоловіки | 39      | 9                  | 26               | 4                    |
| Жінки    | 25      | 6                  | 15               | 4                    |
| Разом    | 64      | 15                 | 41               | 8                    |